# 伊利里亚语
伊利里亚语(Illyrian language)，又译伊吕里亚语，是古代东南欧伊利里亚人说的一种或一组印欧语。这种语言目前没有在除人名和地名外的其他方面被证实，从中得到的信息仅足以得出伊利里亚语属于印欧语系这一结论。
在古代文献中，「伊利里亚人」一词可以被用于指称在东南欧大片区域定居的一系列部落，包括阿尔巴诺依(Albanoi),  阿尔迪安(Ardiaei),  奥塔里亚泰(Autariatae),  达耳达尼(Dardani),  得尔马泰(Delmatae),  达萨雷蒂(Dassareti),  恩刻雷(Enchelei),  拉贝阿泰(Labeatae),  潘诺尼(Pannonii),  巴提尼(Parthini),  陶兰蒂伊(Taulantii) 等。目前尚不清楚所有这些部落在多大程度上形成了一个同质的语言群体，但对已证实的名祖(eponym)的研究表明，在这一区域的南部，大致在现在的阿尔巴尼亚和黑山附近，有一个语言核心区，被认为曾是伊利里亚语的使用区。
对于伊利里亚语和周边语言的关系，现在知道得还少。在没有更多信息的情况下，伊利里亚语通常被认为是印欧语系中独立的一支。有人认为曾在南意大利使用的梅萨比语与伊利里亚语有着密切关系，但尚未得到证实。在现代语言中， 阿尔巴尼亚语常常被推测为伊利里亚语幸存的后代，尽管这也未被证实。
在早期现代时期直到19世纪，「伊利里亚语」一词也被用于指代 达尔马提达尔马提亚的一种现代南斯拉夫语，这门语言如今被称为塞克语。这种语言与古伊利里亚语只有较远的亲缘关系，与之有共同祖先原始印欧语；这两种语言从未有过接触，因为古伊利里亚语在 斯拉夫人迁徙至巴尔干地区之前就已经灭绝了(除了一个可能的例外——阿尔巴尼亚语的祖先)。

## 分类与术语
伊利里亚语属于印欧语系。由于贫乏的数据与正在进行中的考察，人们对伊利里亚语与古今其他印欧语之间的关系仍知之甚少。现在，关于伊利里亚语的可靠信息的来源主要包一些古典文献中引用的伊利里亚词汇，以及许多伊利里亚的人名、族名、地名和水名。稀缺的数据让确认原始印欧语到伊利里亚语的音变变得困难。最被广泛接受的说法是原始印欧语的送气浊塞音/bʰ/, /dʰ/, /ɡʰ/变成了伊利里亚语的浊塞音/b/, /d/, /ɡ/
梅萨比语(Messapic)是铁器时代阿普利亚(Apulia)的 雅庇吉亚人(Iapygians)(包括 梅萨比人(Messapians),  佩乌凯提亚人(Peucetians)以及道尼亚人(Daunians))使用的语言。在青铜时代和铁器时代之交，雅能吉亚人作为伊利里亚移民的一部分从伊利里亚迁出，定居在了意大利。正因如此，梅萨比语作为一种独特的语言，被认为与伊利里亚语同属 古巴尔干语。 埃里克·汉普(Eric Hamp)把它们归为「梅萨比-伊利里亚语(Messapo-Illyrian)」，并进一步与阿尔巴尼亚语组成「亚德里亚印欧语(Adriatic Indo-European)」。其他的方案把这三种语言归入「总伊利里亚语(General Illyrian)」或「西古巴尔干语(West Paleo-Balkan)」
在泛伊利里亚理论影响下的早期研究中，希斯特里安语(Histrian)、 威尼托语(Venetic)与利布尔尼语(Liburnian)被认为是伊利里亚语方言。随着考古学研究的进展以及这些语言专有名词数据的增加，已经可以很清楚地知道它们既不是伊利里亚语方言，也不与伊利里亚语在同一支系

## 年代
伊利里亚语可能在2世纪到6世纪之间走向灭亡，可能有某个分支作为一个例外存活了下来，并演变为了现在的阿尔巴尼亚语
也有人声称，伊利里亚语被保存下来并在农村使用，正如4 -5世纪圣杰罗姆(St. Jerome)的证词所证明的那样

## 外部連結
- Short Illyrian Glossary